# Werner Roell
Werner Roell (Ailly-sur-Noye, 8 febbraio 1914 – Salenstein, 10 maggio 2008) è stato un aviatore e militare tedesco.
Asso della specialità bombardamento in picchiata durante la seconda guerra mondiale fu insignito della Croce di ferro di I classe e della Croce di Cavaliere dell'Ordine della Croce di Ferro per i successi ottenuti sul fronte orientale

## Biografia
Nacque a Ailly-sur-Noye, Francia, l'8 febbraio 1914 figlio di Paul, originario di Krefeld, che ai primi del novecento si era trasferito ad Ailly-sur-Noye dove aveva impiantato una piccola industria. Poco dopo lo scoppio della prima guerra mondiale suo padre fu incarcerato in quanto tedesco, mentre la moglie ed il figlio riuscirono a fuggire per trasferirsi a Krefeld. Dopo la fine della guerra la famiglia riuscì a riunirsi in Germania, ma tutti i suoi beni presenti in territorio francese furono confiscati dalle autorità. Cresciuto nella Renania occupata, con le truppe belghe che presidiavano Krefeld, attraverso le difficoltà che attanagliavano la Repubblica di Weimar. Conseguito il diploma di maturità a Solingen, nel 1934 si arruolò nella Kriegsmarine come aspirante ufficiale, prestando servizio a Flensburg-Mörvik. Durante il periodo di servizio militare incontrò un ufficiale dell'aviazione che, spiegandogli come la nascente Luftwaffe avesse bisogno di volontari, lo convinse a cambiare forza armata. Il 1º novembre 1935 entrò presso la Scuola di volo di Salzwedel, e già il 9 dicembre dello stesso anno effettuò il suo primo atterraggio in solitario. Nel 1936, con il grado di sottotenente, chiese ed ottenne di essere assegnato ad un gruppo da bombardamento in picchiata (Stukampfgeschwader). In forza al II./St.G. 165 di Kitzingen iniziò a volare sugli Henschel Hs 123, chiedendo di partire come volontario per la Spagna inquadrato alla Legione Condor. La sua domanda, però, venne rifiutata, ma dallo Stukampfgeschwader 165 venne tratto, nel maggio 1939, il personale per creare lo Stukampfgeschwader 77, dotato dei nuovi cacciabombardieri Junkers Ju 87B Stuka, ed egli transitò nella nuova unità.
Dopo lo scoppio della seconda guerra mondiale, nel marzo 1940 prese parte all'Operazione Weserübung come pilota di velivolo da trasporto, in quanto era stato temporaneamente assegnato al pilotaggio degli Junkers Ju 52. Terminata la campagna di Norvegia, nel settembre 1940 venne promosso al rango di tenente, riprendendo servizio presso il 4/St.G. 77 basato sull'aeroporto di Caen-Carpiquet, in Francia. Il reparto compì una breve fase addestrativa prima di essere rischierato nei Balcani. Il 6 aprile 1941 prese il via l'Operazione Marita, cioè l'attacco tedesco contro Jugoslavia e Grecia, e in quello stesso giorno partecipò ai bombardamenti contro gli aeroporti dell'area di Belgrado. Dopo la capitolazione jugoslava, avvenuta a tre giorni dall'inizio dei combattimenti, e quella greca del 27 aprile, il reparto si schierò sulla base di Molaoi, nel sud del Peloponneso, in vista dell'attacco contro l'isola di Creta. Il 20 maggio gli Ju 87B dello St.G.77 effettuarono un massiccio attacco contro le difese dell'isola, prendendo parte ai combattimenti che si protrassero per una decina di giorni, fino alla totale conquista da parte dei paracadutisti tedeschi, coadiuvati da alcuni reparti italiani.
Nel giugno dello stesso anno il suo reparto venne rischierato a Varsavia, in vista dell'invasione dell'Unione Sovietica (Operazione Barbarossa). Il 22 giugno iniziarono le operazioni belliche, ed egli partecipò ai bombardamenti aerei sulla fortezza di Brest-Litovsk, che fu conquistata dalle truppe del generale Heinz Guderian il 29 giugno. Nel mese di agosto il suo reparto si trasferì in Ucraina, per passare in Crimea nel mese di settembre. In quest'ambito il reparto appoggio strenuamente l'avanzata delle truppe terrestri, attaccando il 21 settembre una flotta anfibia sovietica, affondando un cacciatorpediniere, un avviso-scorta ed un rimorchiatore, danneggiando seriamente altri due cacciatorpediniere. Il 12 novembre affondò con un deciso attacco l'incrociatore leggero sovietico Chervonaya Ukraina. Per le azioni compiute in Crimea 
fu decorato a Berlino, in data 25 novembre 1941, con la Medaglia d'oro dell'Ordine militare della Croce Tedesca. Operò ancora per molti mesi, insieme al suo reparto, in Crimea, effettuando anche missioni di lotta antipartigiana. Nel corso del 1942 fu promosso al grado di capitano. Il 20 febbraio 1943 assunse il comando della I Gruppe dello St.G. 77. Dopo aver effettuato la sua 477 missione, il 25 maggio venne decorato con la Rittenkreuz, divenendo nel contempo comandante della Squadriglia comando (Stabsstaffel) dello Sturzkampfgeschwader 77 Tale squadriglia era equipaggiata con cacciabombardieri Messerschmitt Bf 110, con cui effettuava missioni di scorta, attacco al suolo e caccia notturna. Il 1º dicembre, ormai maggiore, fu trasferito a Berlino presso l'accademia militare. Nel corso del 1945 venne convocato dal generale Adolf Galland ed invitato ad entrare a far parte di uno speciale reparto appena formato, lo Jagdverband 44. In quest'ambito compì ancora circa settanta missioni, pilotando il nuovo caccia Messerschmitt Me 262 Schwable.
Dopo la fine della guerra si trasferì nell'America del Sud. Tra il 1948 e il 1952 fu istruttore sportivo presso la scuola tedesca di Santiago del Cile, ritornando in Germania nel 1953. In Patria avviò una fabbrica di macchinari per utensili, rientrando a far parte della Bundeswehr come ufficiale della riserva, e congedandosi definitivamente con il grado di tenente colonnello. Si spense a Salenstein, Svizzera, il 10 maggio 2008.

### Pubblicazioni
- Alberto Sgarlato, Werner Roell, in Aerei nella Storia, N.80, Parma, West-Ward Edizioni, ottobre-novembre 2011,  pp. 34-37.